# José Ruiz Herrera
José Ruiz Herrera (Ciudad de México, 1935, 14 de enero de 2023) fue un Químico Bacteriólogo Parasitólogo, académico e investigador mexicano. Se ha especializado en el estudio de la microbiología de los hongos. Falleció el 14 de enero del 2023

## Estudios y docencia

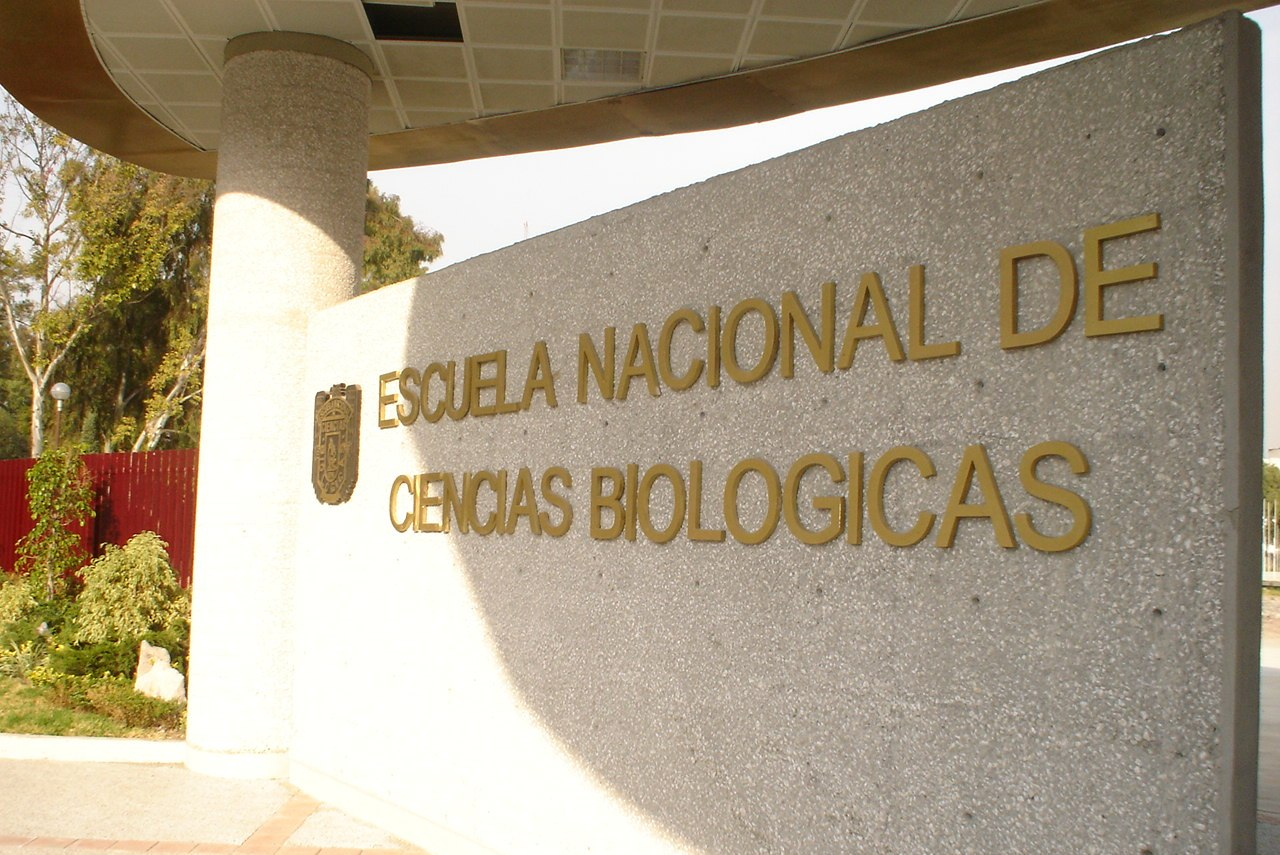
Escuela Nacional de Ciencias Biológicas del Instituto Politécnico Nacional.

Es egresado de la Escuela Nacional de Ciencias Biológicas del Instituto Politécnico Nacional en donde obtuvo su licenciatura como Químico Bacteriólogo y Parasitólogo en 1959. Realizó un doctorado en Microbiología en la Universidad Rutgers de Nueva Jersey.
Fue jefe del Departamento de Microbiología en su alma mater. Fundó y dirigió el Instituto de Investigación de Biología Experimental en la Universidad de Guanajuato. En 1987 comenzó a colaborar en el Centro de Investigación y de Estudios Avanzados del Instituto Politécnico Nacional en Irapuato (Cinvestav-Irapuato).  Ha sido profesor visitante en las universidades de California en Riverside, Valencia, Sevilla, Extremadura y Salamanca.

## Investigador y académico
Inició sus labores de investigación en el área de microbiología básica y aplicada como discípulo de Carlos Casas Campillo. En la industria farmacéutica colaboró con la empresa Syntex. Sus líneas de investigación más importantes fueron: a) la quitina, glucana sintasa y la estructura y síntesis de la pared de los hongos; b) bases moleculares de la diferenciación y morfogénesis de los hongos; c) función del metabolismo de las poliaminas en la diferenciación fúngica. Además es considerado pionero en el área de síntesis de quitina, aislamiento de quitosomas y elucidación de la actividad de las enzimas encargadas de la síntesis de quitina.
Ha publicado más de un centenar de artículos especializados en biología molecular, bioquímica, genética microbiana, micología y microbiología, algunos de ellos publicados en la prensa popular. Fue presidente de la Asociación Mexicana de Microbiología. Es miembro del Consejo Consultivo de Ciencias de la Presidencia de la República.

## Premios y distinciones
- Premio “Ruth Allen” por la Sociedad Americana de Fitopatología.
- Premio Nacional de Ciencias y Artes en el área de Ciencias Físico-Matemáticas y Naturales por la Secretaría de Educación Pública en 1984.
- Diploma y Medalla “Pasteur” al Mérito Microbiológico.
- Presea “Lázaro Cárdenas” por el Instituto Politécnico Nacional.
- Premio “Miguel Hidalgo y Costilla” por el Congreso de Guanajuato.[5]

## Publicaciones
El Dr. José Ruiz-Herrera a publicado varios libros de rigor científico entre ellos destacan "Fungal Cell Wall: Structure, Synthesis, and Assembly" con una primera y segunda edición.